# Волковецький Степан Васильович
Степа́н Васи́льович Волкове́цький (30 січня 1947, с. Витвиця, Долинський район, Івано-Франківська область, Українська РСР, СРСР) — народний депутат України 1-го і 2-го скликань, державний та громадсько-політичний діяч, дипломат, голова Івано-Франківського обласного об'єднання Всеукраїнського товариства «Просвіта» імені Тараса Шевченка.

## Біографія
Народився 30 січня 1947 року в селі Витвиця, Долинського району, Івано-Франківська область.
- фізичний факультет Львівського держуніверситету ім. І. Франка (1969);
- аспірантуру Московського гірничого інституту (1975);
- спеціальний правничий факультет Львівського держуніверситету (1995);
- дипломатичну академію (Тбілісі, 2001).

Науковий ступень — кандидат технічних наук (1977); Вчене звання — доцент (1983);
- 1964-1969 — студент Львівський держуніверситет ім. І. Франка;
- 1969-1971 — інженер, НДІ «ВНІіпроєктасбест» (м. Асбест, Свердловська обл., Росія);
- 1971-1972 — служба в армії (рядовий, Камчатка);
- 1972-1975 — аспірантура, Московський гірничий інститут. Захист кандидатської дисертації (1976);
- 1976-1978 — старший науковий співробітник НДІ «ВНІіпроєктасбест»;
- 1978-1990 — асистент кафедри фізики, старший викладач, доцент, професор кафедри вищої математики Івано-Франківського інституту нафти і газу (ІФІНГ);
- 1990-1998 — народний депутат України 1-го і 2-го скликань (1 скликання: 4 березня 1990 року — 58,21 % голосів у 1 турі; 2 скликання: 27 березня 1994 р. — 61.2 % голосів у 1 турі). Член, секретар Комісії (Верховна Рада 1-го скликання) мандатної і з питань депутатської етики, член Комітету у закордонних справах (Верховна Рада 2-го скликання);
- 1992-1998 — голова Івано-Франківської обласної Ради 1-го (1992—1994) та 2-го (1994—1998) скликань, державний службовець 1-го рангу;
- 1994-1997 — голова Івано-Франківського облвиконкому, голова Івано-Франківської облдержадміністрації;
- 1998-2003 — Надзвичайний і Повноважний Посол України в Грузії;
- 2003-2005 — голова Івано-Франківського обласного об'єднання ВУТ «Просвіта» ім. Т. Шевченка, професор Івано-Франківського технічного університету нафти і газу, Незалежний консультант проєктів ОБСЄ в Івано-Франківській області (2004—2005), член Комісії при Президентові України з питань помилування (2005—2006);
- 2005-2008 — Надзвичайний і Повноважний Посол України в Азербайджанській Республіці;
- 2008-2009 — дипломатичний радник Мінприроди України;
- 2009-2013 — професор кафедри міжнародних відносин Прикарпатського національного університету ім. В. Стефаника;
- 2009 — до цього часу — голова Івано-Франківського обласного об'єднання ВУТ «Просвіта» ім. Т. Шевченка;

Громадсько-політична та міжнародна діяльність:
У радянські часи займався профспілковою діяльністю, у комуністичній партії не перебував. У 1989 р. розпочав громадсько-політичну діяльність: входив у склад першого правління товариства української мови ім. Т. Шевченка (тепер «Просвіта»), був делегатом Установчого з'їзду Руху (вересень, 1989), заступником голови Івано-Франківської Крайової ради Руху, входив до президії Народної Ради — демократичної опозиції у Верховній Раді 1-го скликання, був першим головою обласної організації Демократичної партії України. Входив до складу першої парламентської делегації від України в Парламентську Асамблею Ради Європи у Страсбурзі (1992), був членом Конгресу місцевих та регіональних влад Ради Європи, неодноразово виступав на засіданнях цих інституцій.
За час дипломатичної місії в Грузії організована українська школа (1999), відкрита консульська установа України, українська діаспора була об'єднана в Координаційну Раду українців в Грузії зі своїм друкованим органом, відновлена експозиція музею Лесі Українки в м. Сурамі, щорічно збільшувався товарообіг між Україною і Грузією і т. д. За роботу з українською діаспорою в Грузії нагороджений вищою нагородою Світового Конґресу українців — медаллю св. Володимира Великого (2003).
В Баку організував спорудження пам'ятника Т. Шевченкові, надання урядом земельної ділянки для будівництва Посольства України в престижному районі столиці Азербайджану, сприяв покращенню рівня українсько-азербайджанських стосунків, зокрема у ключовій для України енергетичній сфері.
Очолюючи Івано-Франківську обласну «Просвіту» на громадських засадах, розробив концепцію відродження «Просвіти» у кожному населеному пункті, навчальному та трудовому колективі, як історичної традиції та політичної потреби.  Проте, концепція так і не була втілена належно у життя, а осередки «Просвіти» у районах Івано-Франківщини занепали. За час керівництва товариством, Степан Волковецький запровадив політику нетолерування змін, що призвело до бачення «Просвіти» у суспільстві, як організації для людей пенсійного віку. Така репутація вкорінилася і залишається навіть після того, як Степан Волковецький склав повноваження.    
«Просвіта» стала центром гуманітарних та волонтерських рухів в Івано-Франківську під час Революції Гідності та повномасштабного вторгнення рф. 24 лютого 2022 року розпорядженням С. Волковецького створено "Штаб оборони Прикарпаття", який залучив для потреб української армії чимало гуманітарної допомоги. Реальна участь «Просвіти» у функціонуванні Штабу завершилась виділенням приміщення. Всю роботу й допомогу військовим надавали інші організації, а керівництво «Просвіти» медійно користало плодами їх діяльності.       
Автор регіональних цільових програм «Просвіта: 21 століття» на 2002—2016 р. та на 2017—2022 роки. Програми були затверджені обласною радою і передбачають широкий комплекс просвітянських заходів по всій області, найперше в Народному домі «Просвіта» в Івано-Франківську.  За кошти з обласного бюджету через програму переважно оплачується зарплата працівників «Просвіти» та проводять малолюдні концерти для людей пенсійного віку. 

## Нагороди та почесні звання
Ордени «За заслуги» (Україна) 2 та 3 ступенів; Почесна Грамота Верховної Ради України; відзнаки Верховної Ради України «30 років Декларації про державний суверенітет України» та «30 років Акту проголошення Незалежності України»; вища обласна нагорода - медаль «За заслуги перед Прикарпаттям»; вища просвітянська нагорода — медаль «Будівничий України» та ін. Нагороджений ювілейною медаллю «25 років незалежності України».
Почесний громадянин міста Івано-Франківськ. 

## Родина та особисте життя
Одружений. Дружина Світлана Василівна — доцент Івано-Франківського національного технічного університету нафти і газу. Має двох синів — Ярослава і Данила (обидва — магістри міжнародного права) та п'ятеро внуків .